# Le Neufbourg
Le Neufbourg is een gemeente in het Franse departement Manche (regio Normandië) en telt 529 inwoners (1999). De plaats maakt deel uit van het arrondissement Avranches.

## Geografie
De oppervlakte van Le Neufbourg bedraagt 2,2 km², de bevolkingsdichtheid is 240,5 inwoners per km².

## Verkeer en vervoer
In de gemeente ligt het gesloten spoorwegstation Mortain - Le Neufbourg.
De onderstaande kaart toont de ligging van Le Neufbourg met de belangrijkste infrastructuur en aangrenzende gemeenten.

## Demografie
Onderstaande figuur toont het verloop van het inwonertal (bron: INSEE-tellingen).

1. ↑  Populations de référence 2022.